# Листопад 2023
Листопад 2023 — одинадцятий місяць 2023 року, що розпочнеться у середу 1 листопада та закінчиться у четвер 30 листопада.

## Свята та пам'ятні дати
- 15 листопада — Початок Різдвяного посту, який ще називають Пилиповим (Пилипівкою), бо він починається наступного дня після святкування пам'яті святого апостола Пилипа. Мета посту приготувати віруючих до зустрічі одного з найголовніших свят Церкви — Різдва Господа нашого Ісуса Христа. Різдвяний піст триває сорок днів.
- 25 листопада — День пам'яті жертв голодомору та політичних репресій.

## Події
- 1 листопада
  - Пакистан почав депортацію афганців

- 4 листопада
  - Землетрус у Непалі забрав життя щонайменше 154 осіб[1]

- 11 листопада
  - В Індонезії виявили проєхидну Аттенборо, яка вважалася вимерлою понад 60 років тому[2]

- 20 листопада
  - Хав'єр Мілей обраний президентом Аргентини[3]

- 22 листопада
  - Партія свободи, яку очолює Герт Вілдерс, отримує найбільше місць на парламентських виборах у Нідерландах[4]
  - Творець ChatGPT Сем Альтман повертається на посаду генерального директора OpenAI після скандального звільнення одним днем[5]

- 24 листопада
  - У Південний океан вийшов рекордно великий айсберг A23a[6]

- 29 листопада
  - Після майже 10 років перебування у Нідерландах «Скіфське золото» повернули в Україну[7]
  - У віці 100 років помер колишній держсекретар США Генрі Кіссінджер[8]